# 翠川森
翠川森（4月7日—），血型A型，日本漫畫家，日本插畫家。

## 人物
- 作品以細緻的用色及鮮明的設計而聞名。因從前喜歡夢幻的東西，作品亦傾向夢幻。
- 現正在『月刊少年SIRIUS/月刊少年天狼星』(講談社)連載漫畫『Aventura』，可是翠川經常腱鞘炎發作，經常需要暫停連載。
- 雖然替電擊文庫的超人氣驚嚇小說『Missing』系列(作者 甲田學人)繪畫插畫及封面，可是對具驚嚇成份的事物存有恐懼，看到資料搜集買來的骸骨標本會不寒而慄。

## 作品
漫畫
- Aventura魔法少年（日语：Aventura）、5冊待續( 日本出到第6冊 )、原名《Aventura》

日本小說的插畫
- ）※不含大結局

其他

## 外部連結
- （日語）Love-Earth. （页面存档备份，存于）